# Federico Abadía
Federico Abadía (Roberts, Lincoln, Argentina; 12 de junio de 1998) es un futbolista argentino. Juega como guardameta y su club actual es Gimnasia y Tiro de Salta, de la Primera Nacional de Argentina.

## Trayectoria
Surgido de las inferiores de Boca Juniors, Federico Abadía nunca llegó a debutar en el conjunto Xeneize, y luego de pasar por diferentes clubes, recaló en Racing Club de Montevideo, donde realizó su debut profesional, el 7 de septiembre de 2022, en la derrota 1 a 0 frente Defensor Sporting, por un partido correspondiente a la Copa AUF Uruguay 2022. Aunque este sería el único partido que disputó con el club, fue parte del plantel que logró el Campeonato Uruguayo de Segunda División 2022.
Al año siguiente, se une a Gimnasia y Tiro de Salta para disputar el Torneo Federal A 2023, donde con sus 22 vallas invictas, en 28 partidos jugados, fue uno de los pilares del plantel que logró hacerse con el campeonato, y el ascenso a la Primera Nacional, al derrotar en la final, por penales, a Douglas Haig de Pergamino. En dicha definición, Abadía atajó dos de los tres penales que le remataron.

## Estadísticas

### Clubes
Actualizado de acuerdo al último partido jugado el 15 de agosto de 2025.
| Club                                | Div.          | Temporada     | Liga  | Liga  | Liga  | Copas nacionales | Copas nacionales | Copas nacionales | Torneos internacionales | Torneos internacionales | Torneos internacionales | Total | Total | Total |
| Club                                | Div.          | Temporada     | Part. | G. R. | V. I. | Part.            | G. R.            | V. I.            | Part.                   | G. R.                   | V. I.                   | Part. | G. R. | V. I. |
| ----------------------------------- | ------------- | ------------- | ----- | ----- | ----- | ---------------- | ---------------- | ---------------- | ----------------------- | ----------------------- | ----------------------- | ----- | ----- | ----- |
| Racing Club de Montevideo · Uruguay | 2.ª           | 2022          | —     | —     | —     | 1                | 1                | 0                | —                       | —                       | —                       | 1     | 1     | 0     |
| Racing Club de Montevideo · Uruguay | Total club    | Total club    | 0     | 0     | 0     | 1                | 1                | 0                | 0                       | 0                       | 0                       | 1     | 1     | 0     |
| Gimnasia y Tiro (S) Argentina       | 3.ª           | 2023          | 28    | 8     | 22    | —                | —                | —                | —                       | —                       | —                       | 28    | 8     | 22    |
| Gimnasia y Tiro (S) Argentina       | 2.ª           | 2024          | 38    | 22    | 24    | 1                | 2                | 0                | —                       | —                       | —                       | 39    | 24    | 24    |
| Gimnasia y Tiro (S) Argentina       | 2.ª           | 2025          | 27    | 15    | 14    | —                | —                | —                | —                       | —                       | —                       | 27    | 15    | 14    |
| Gimnasia y Tiro (S) Argentina       | Total club    | Total club    | 93    | 45    | 60    | 1                | 2                | 0                | 0                       | 0                       | 0                       | 94    | 47    | 60    |
| Total carrera                       | Total carrera | Total carrera | 93    | 45    | 60    | 2                | 3                | 0                | 0                       | 0                       | 0                       | 95    | 48    | 60    |
| 1. 2.                               |               |               |       |       |       |                  |                  |                  |                         |                         |                         |       |       |       |

## Palmarés

### Torneos nacionales
| Título                       | Club                      | País      | Año  |
| ---------------------------- | ------------------------- | --------- | ---- |
| Segunda División Profesional | Racing Club de Montevideo | Uruguay   | 2022 |
| Torneo Federal A             | Gimnasia y Tiro de Salta  | Argentina | 2023 |